# Hartmut de Saint-Gall
Pour les articles homonymes, voir Hartmut.
Hartmut de Saint-Gall († 23 janvier après 905 à Saint-Gall) fut abbé du monastère bénédictin de Saint-Gall.
Hartmut, fut un moine, élève de Rabanus Maurus ( Raban Maur) dans le monastère Fulda, et accéda à la charge d’abbé de Saint-Gall en 872 en tant que successeur de Grimald. Durant les années où il exerça sa charge d’abbé, Saint-Gall connut une expansion économique, politique et culturelle importante. Du côté du scriptorium, il fit exécuter le psautier de Folchard (Cod. sang. 23, Bibliothèque abbatiale de Saint-Gall) et dressa un catalogue conséquent répertoriant quelque 580 manuscrits de la bibliothèque abbatiale (apparenté aux Cod. sang. 267 et Cod. sang. 728). En 883, il abdiqua et mena une vie recluse près du monastère. Il est décédé le 23 janvier après 905. L'abbé Bernhard de Saint-Gall sera son successeur. 

## Liens
- « Hartmut » dans le Dictionnaire historique de la Suisse en ligne.

- Abt Hartmut (872-883) im Stadtlexikon der Stadt Wil
- Modèle:Germania SacraGermania SacraModèle:Germania Sacra